# Jóhann
Jóhann ist ein männlicher Vorname.

## Herkunft und Bedeutung
Jóhann ist ein isländischer und färöischer Vorname. Der Name ist eine Variante des Namens Johann, der Kurzform von Johannes. Er stammt vom hebräischen Namen Jochanan und bedeutet „der Herr ist gnädig“. Der Name ist verwandt mit dem isländischen Namen Jón und Jóhannes sowie dem färöischen Jógvan.
Der Name Jóhann gehörte 2012 zu den 10 beliebtesten Namen in Island.

## Namensträger
- Jóhann Ásmundsson (* 1961), isländischer Musiker, Bassist der Instrumental-Funk-Fusion-Band Mezzoforte.
- Jóhann Magnús Bjarnason (1866–1945), isländischer Schriftsteller
- Jóhann Ingi Gunnarsson (* 1954), isländischer Handballtrainer und Sportpsychologe
- Jóhann Hafstein (1915–1980), isländischer Politiker und Premierminister von Island
- Jóhann Hjartarson (* 1963), isländischer Schachspieler
- Jóhann Sigurjónsson (1880–1919), isländischer Dramatiker
- Ólafur Jóhann Ólafsson (* 1962), isländischer Autor und Manager
- Ólafur Jóhann Sigurðsson (1918–1988), isländischer Schriftsteller
- Stefán Jóhann Stefánsson (1894–1980), isländischer Politiker und Premierminister von Island
- Steingrímur Jóhann Sigfússon (* 1955), isländischer Politiker